# Pince (biologie)
Une pince, substantif féminin souvent employé au pluriel, correspond, dans le langage commun, à un appendice fonctionnel d'un animal défini, par exemple une ou plusieurs extrémités articulées d'un arthropode, les extrémités antérieures du pied des ongulés, les dents de devant des herbivores etc. qui peut saisir fortement, pincer, soulever, porter, couper, tordre, arracher etc. d'une manière similaire aux différents outils nommés pinces.
Un arthropode muni de pince(s) à base de chitine peut transporter des charges, se défendre contre des rivaux ou d'autres animaux agresseurs, attaquer ou saisir ses proies. Les pinces d'un insecte font partie de sa mandibule et sont susceptibles de pouvoir injecter du venin ou un composé chimique désagréable, tel qu'un acide, pendant un combat. Des arthropodes, comme le crabe, l'écrevisse, l'araignée de mer, la langouste, la langoustine, le homard ou le terrestre scorpion possèdent leurs pinces spécifiques, nommées "chelae", aux extrémités de leurs membres antérieurs, qui leur permet de se défendre, de se nourrir et parfois de toucher et courtiser leurs partenaires.

## Variabilité des pinces
Il existe des pinces en des acceptions fort variées, dans le monde du vivant. Ce qui en fait une simple notion descriptive. Le mot pince désignant expressément les grosses pattes de crustacés, ou mieux les extrémités fonctionnelles de celles-ci, apparaît dans les écrits du linguiste et traducteur expert Antoine Oudin, auteur de Recherches italiennes et françoises après 1640, et d'un dictionnaire italien et françois paru en 1662. Les naturalistes italiens, hommes de sciences héritiers de l'art du dessin, nommé "designo" à la fois description, explication et conception de machines, dont Oudin étudie les écrits, décrivent les insectes et autres arthropodes (pieds articulés) en précisant par exemple les mécanismes de défense ou de manipulation. L'Europe savante de l'Ouest, adepte tardif d'une science des mécanismes, reprend avec avidité description et vocabulaire naturaliste vers 1650.

### Dents des herbivores
Les dents de devant, dents centrales ou dents incisives des herbivores sont dénommées au pluriel "pinces" car elles permettent de saisir efficacement le fourrage et de brouter l'herbe des prairies ou les tendres feuillages. Il s'agit des deux incisives centrales de chaque mâchoires des quadrupèdes domestiques ou des deux incisives de la mâchoire inférieure chez les ruminants, qui leur permettent de couper l'herbe qu'ils broutent, s'ils savent encore brouter. Chaque mâchoire du cheval est pourvue de deux pinces.

### Ongulés
La pince peut aussi désigner l'extrémité antérieure du pied des animaux digités, en particulier des ongulés. Le terme de vénerie est toujours un pluriel : les pinces correspondent aux deux ongles qui constituent l'extrémité antérieure fendue du sabot des cervidés et des sangliers. L'usure des pinces, observable sur une empreinte ou directement, indique que la bête est vieille. Un sanglier est dit "pigache" quand il a une pince plus longue que l'autre. L'écartement des pinces des cervidés varie avec l'âge et le sexe : les jeunes et les biches de même taille présentent des pinces plus écartées que les mâles adultes. En hippologie, la pince désigne la partie inférieure antérieure du sabot. Le maréchal-ferrant dénomme pince, par correspondance, le devant du fer à cheval, alors que les autres parties représentent le "talon". Un cheval pinçard est un cheval de course ou de trait médiocre dont l'appui de marche se fait sur la pince. Il faut parfois corriger l'équilibre, avec un fer fin en talon et épais en pince.

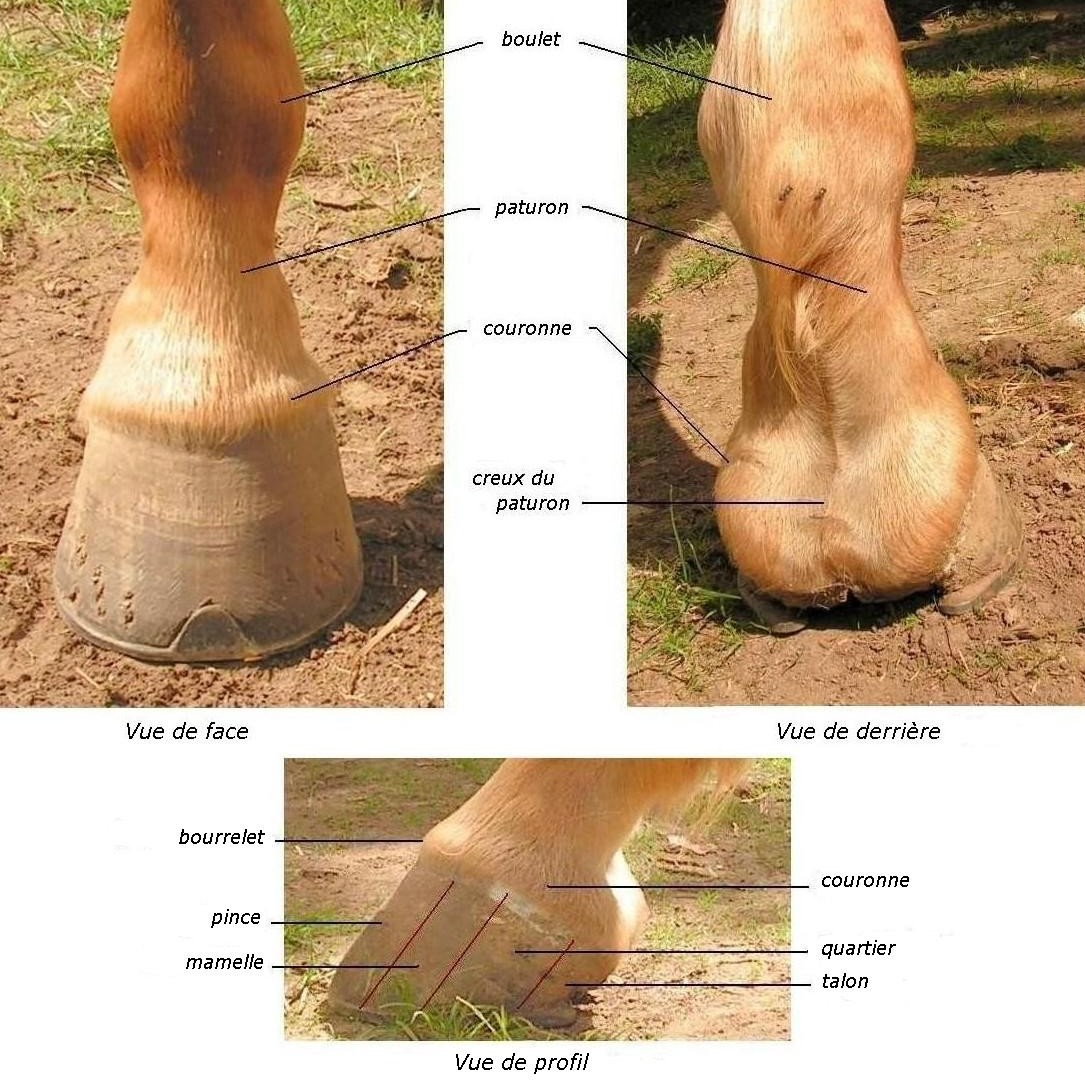
Partie avant du sabot d'un cheval.
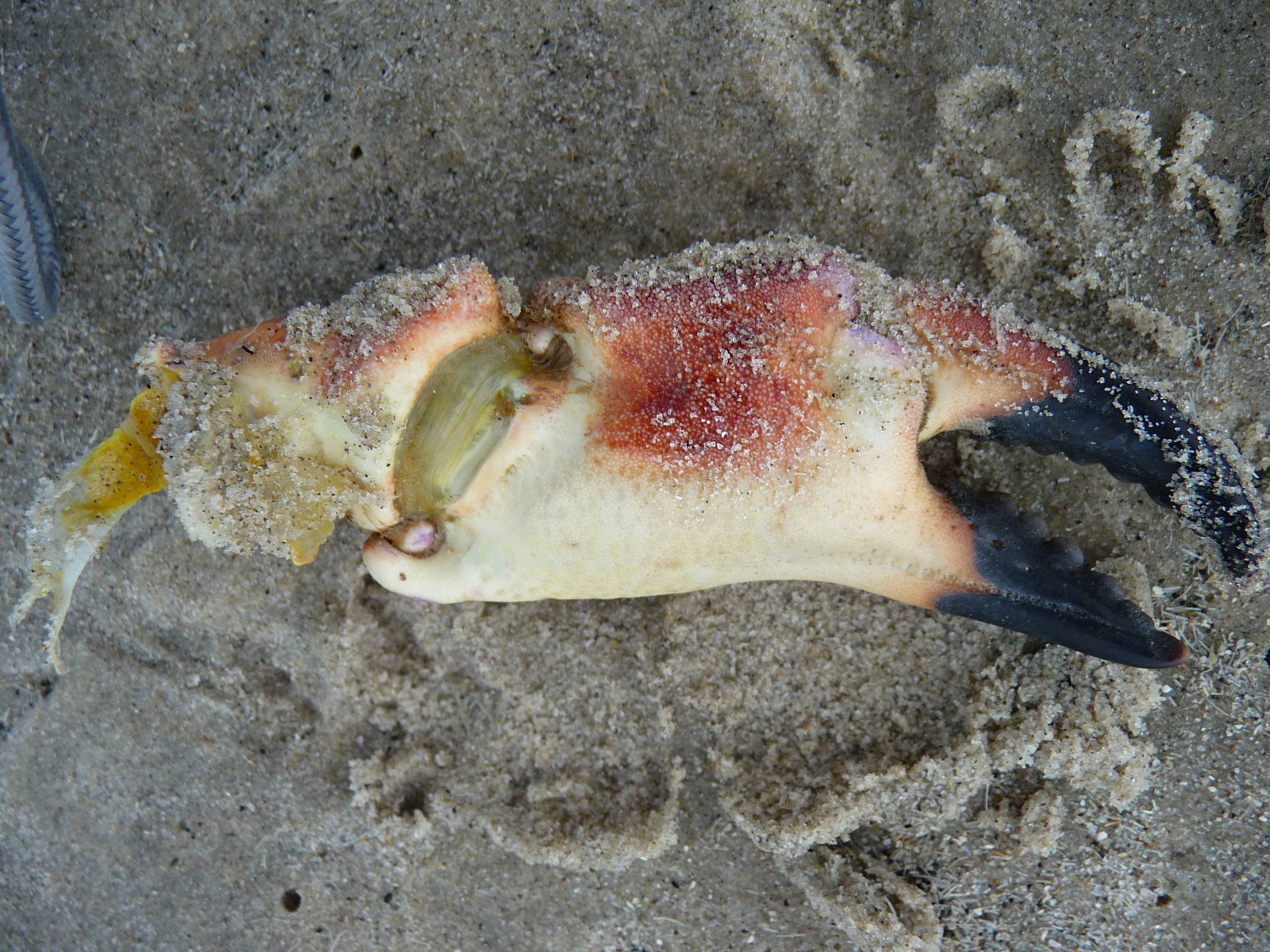
Pince d'un crabe.

### Arthropodes
La pince est un appendice à deux mors d'arthropodes, qui présente des caractéristiques similaires aux pinces et a la fonction de l'outil homonyme.
La pince (en) est un type de « membre » de certains arthropodes, terminant une paire de péréiopodes (chélipèdes) antérieures chez certains crustacés comme les crabes, ou terminant la paire de pédipalpes (appendices buccaux) des scorpions ou des pseudoscorpions. Les couleurs et la taille des pinces sont des signaux sexuels. Les pinces hypertrophiées de certains crabes présentent souvent des rebords denticulés. Ainsi les pinces géantes en taille et en longueur du macrocheire de Kaempfer hantent les fonds benthiques des mers nippones. Dans la catégorie des crabes padures, le bernard l'ermite saisit sa proie avec une de ses pinces et s'en sert comme une simple fourchette pour mener la nourriture jusqu'à ses mandibules.
Les pinces des lucanes ou celles d'un termite soldat sont par contre ses mandibules. Selon Buffon, les pinces des insectes sont des instruments d'une matière dure et solide, avec lesquels ils saisissent et broient leurs aliments.
Les pinces d'un oursin se trouvent à l'extrémité de ses pédicellaires.

### Primates
Chez les primates, l'opposition du pouce et de l'index forme pince. Le poète Eustache Deschamps définit en 1398 la pince par "l'endroit où se sépare les doigts".